# Fehér bot
A fehér bot a vakok és gyengénlátók közlekedését és tájékozódását segítő, nemzetközileg elismert eszköz, amely egyszerre szolgál mobilitási segédeszközként és figyelemfelhívó jelzésként a látók számára. Elsődleges funkciója, hogy használója a környezetében lévő akadályokat, szintkülönbségeket és tájékozódási pontokat tapintással érzékelhesse, miközben a fehér szín a környezetében élők számára egyértelműen jelzi a látássérültséget. A bot világszerte a fogyatékossággal élő személyek önállóságának és társadalmi elfogadásának szimbóluma, szerepét számos ország jogszabályban is rögzíti. 
Az ENSZ Fogyatékossággal élő személyek jogairól szóló egyezménye és a Világegészségügyi Szervezet (WHO) állásfoglalásai kiemelik a fehér bot fontosságát a közlekedési biztonság és az egyenlő hozzáférés elősegítésében. Magyarországon és több más országban október 15.-én tartják a Fehér Bot Világnapját, amely a látássérült emberek társadalmi integrációjára és a közlekedésükben alkalmazott segédeszközök jelentőségére hívja fel a figyelmet.

## Típusai

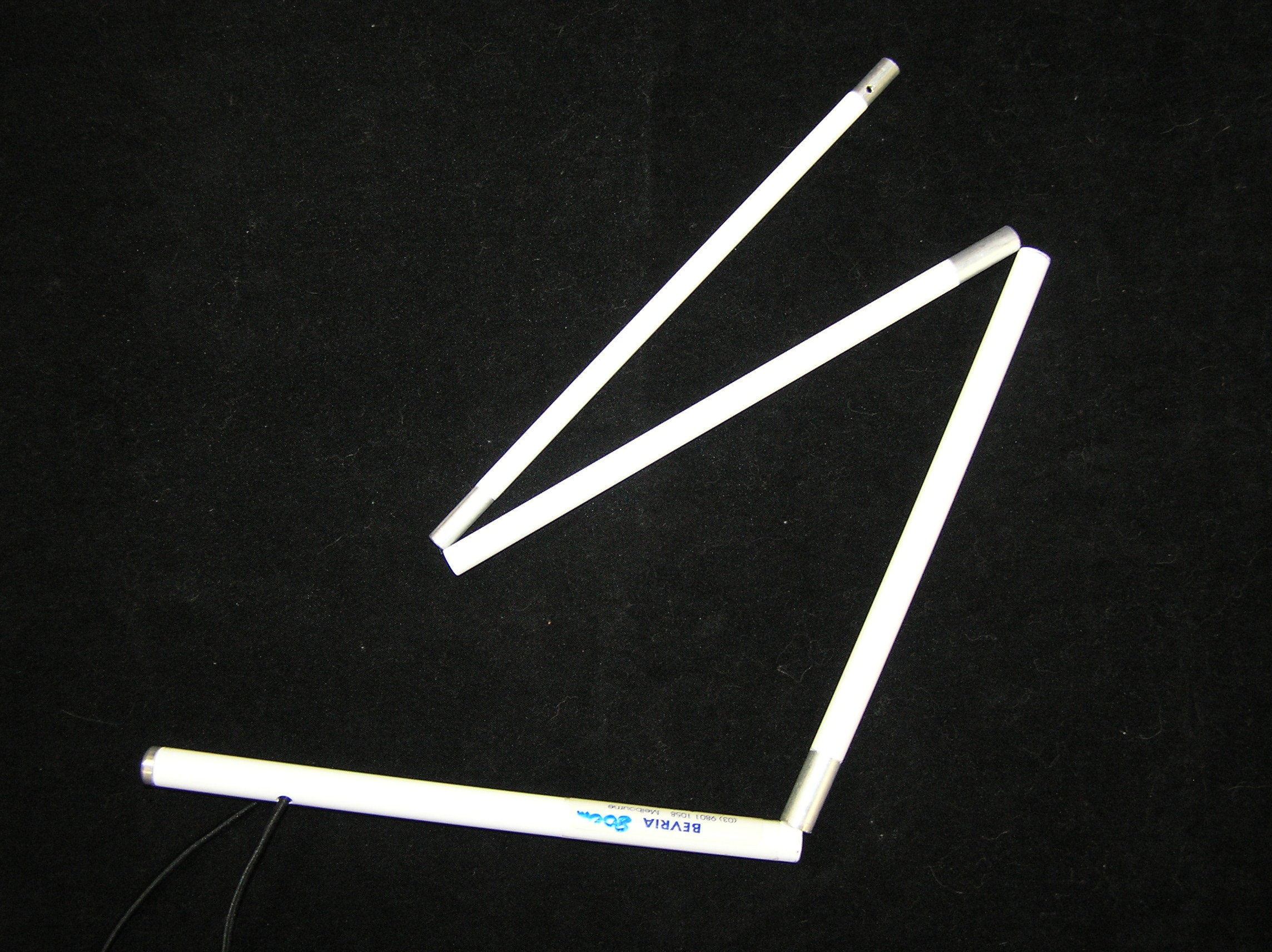
Jelzőbot

- Hosszú fehér bot: Elsősorban olyan mobilitási eszközként tervezték, amely a használója útvonalain lévő objektumok észlelésére szolgál. Hossza a használó magasságától függ, és hagyományosan a padlótól a használó szegycsontjáig ér. Ez a legismertebb változat, bár egyes szervezetek előnyben részesítik a sokkal hosszabb botok használatát.[1]
- Vezetőbot: Rövidebb, amely általában a padlótól a használó derekáig ér, korlátozottabban alkalmas mobilitási eszközként. A járdák és lépcsők észlelésére szolgál. A vezetőbot a testen átlósan is használható védelem céljából, és figyelmezteti használóját az előtte álló akadályra.
- Azonosítóbot: (röviden ID-bot és ismert mint jelzőbot a brit angolban). Elsősorban másokat hivatott figyelmeztetni használójára, de nem olyan mértékben, amikor szükség lenne hosszú botra vagy más változatra.[2] Gyakran könnyebb és rövidebb, mint a hosszú bot, és nem használható mobilitást segítő eszközként.
- Támbot: A látássérültek számára fizikai stabilitásuk biztosítására tervezték, a bot azonosító eszközként is működik. Nagyon korlátozott potenciállal rendelkezik mint mobilitási eszköz.
- Gyermekbot: Ez a variáns pontosan úgy működik, mint a felnőttek hosszú botja, de gyermekeknek készült, így kisebb és könnyebb.
- Zöld bot: Néhány országban, például Argentínában használják, jelezve, hogy használója csökkent látású, míg a fehér bot azt jelzi, hogy használója teljesen vak.[3]

A mobilitási botok gyakran alumíniumból, grafittal megerősített műanyagból, vagy más, szálerősítésű műanyagból készülnek, és a felhasználó preferenciáitól függően sokféle változatban kaphatók.

## Összecsukható hosszú bot

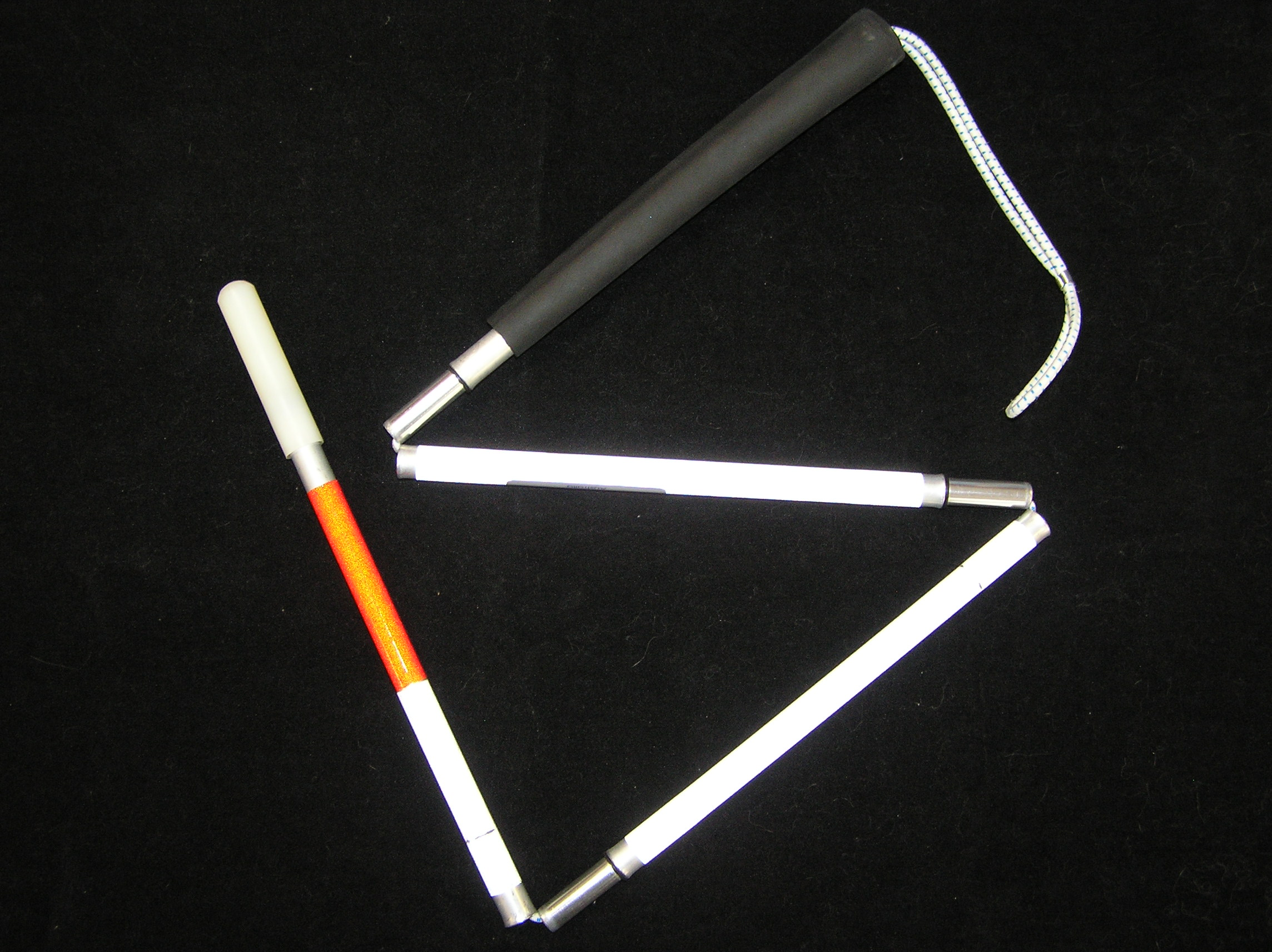
Hosszú összehajtható bot

A fehér botok összecsukhatóak vagy merevek lehetnek, mindkét változatnak előnye és hátránya is van. Az Amerikai Egyesült Államokban a Vakok Országos Szövetsége megállapítja, hogy az egyenes botok könnyedsége és nagyobb hossza nagyobb mozgási biztonságot tesz lehetővé, bár az összecsukható botok könnyebben tárolhatók, és előnyöket biztosítanak zsúfolt területeken, pl. osztályteremben, vagy közösségi eseményeken.

## Története

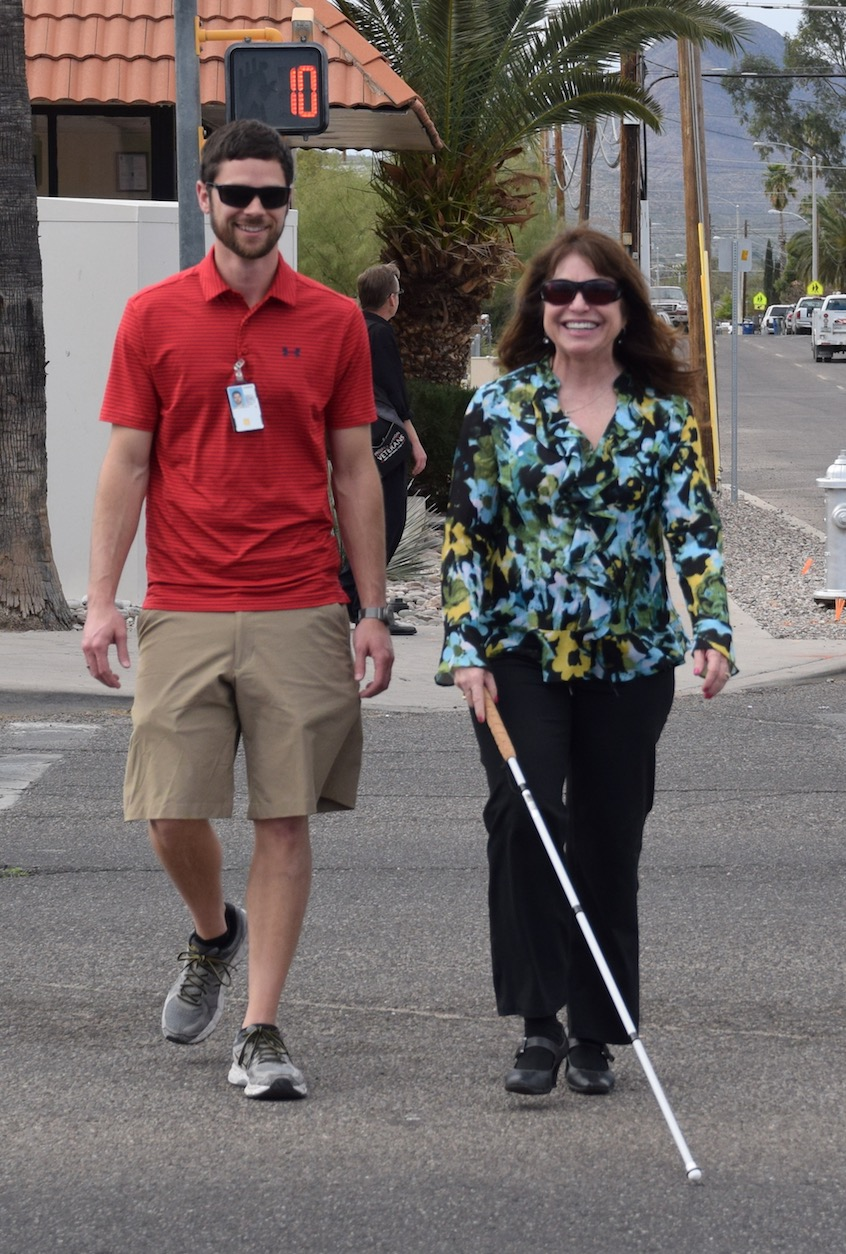
Fehér bottal úttesten áthaladó nő

## Fehér bottípusok

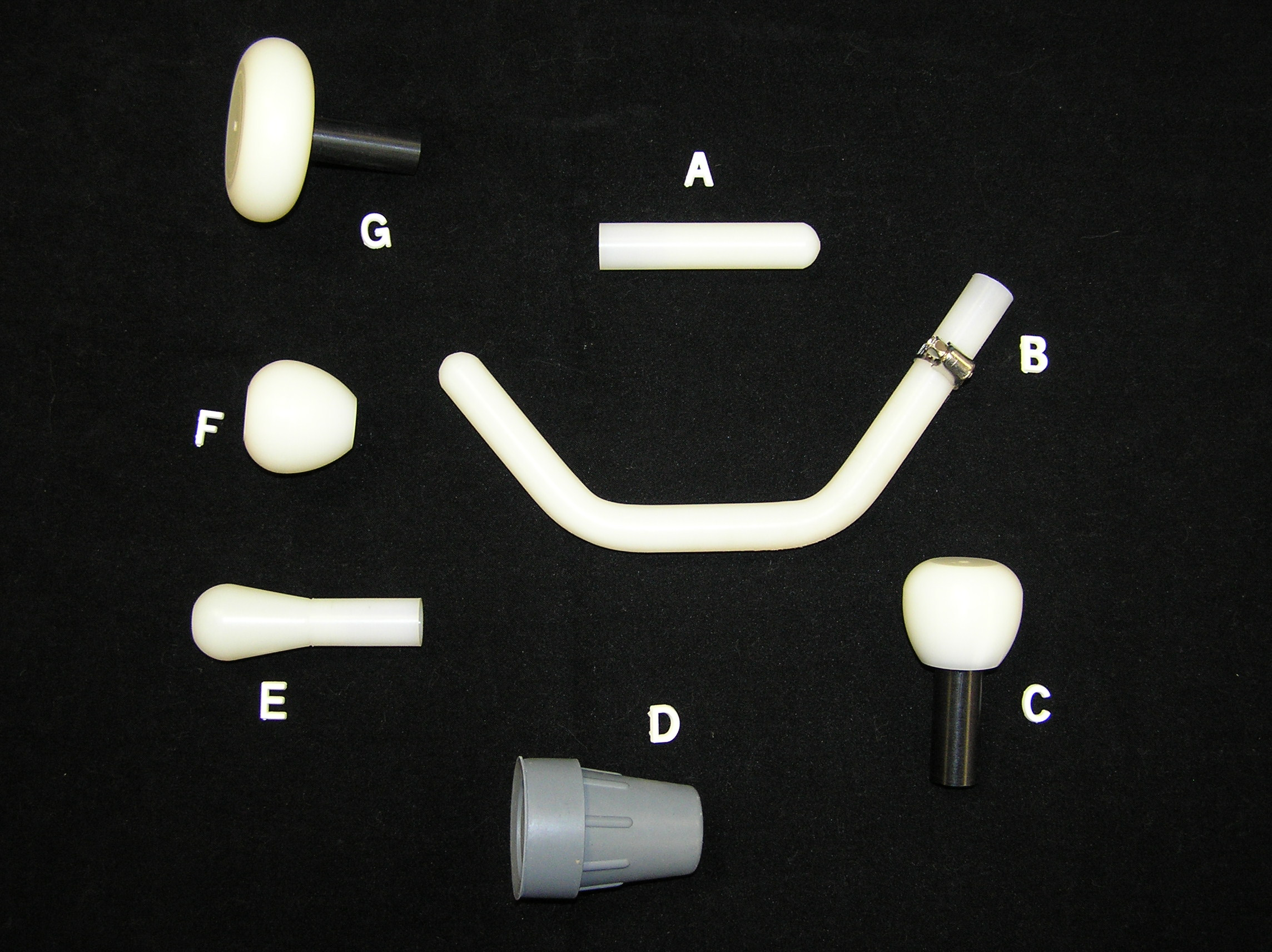
Bottípusok: A = pálca, B = kampós végű, C = golyóvégű, D = gumivégű, E = gyufavégű, F = terep, G = görgővégű

A vakok évszázadok óta használják a mobilitás eszközeként, de csak az első világháború után vezették be a fehér botot.
1921-ben James Biggs, bristoli fotós baleset következtében megvakult, ezért kényelmetlen volt az otthonán kívüli közlekedése, így fehérre festette a sétabotját, hogy könnyebben látható legyen.
1931-ben Franciaországban Guilly d'Herbemont nemzeti vakvezető mozgalmat indított a vakok számára. Február 7-én több francia miniszter jelenlétében szimbolikusan átadta az első két fehér botot vakoknak. Az első világháborús vak francia veteránoknak és civileknek 5000-nél több fehér botot küldtek.
Az Egyesült Államokban a fehér bot bevezetését George A. Bonham a Lions Clubs Internationalnek tulajdonítja. 1930-ban egy Lions-klubtag megfigyelte, ahogy egy vak ember fekete bottal próbált átkelni az úttesten, amely alig volt látható az autósok számára a sötét utcaburkolaton. A Lionsos úgy döntött, a botot fehérre festi, hogy jobban láthatóvá tegye. 1931-ben a Lions Clubs International elindított egy programot, amely promotálta a fehér bot használatát a vakok számára.
Az első speciális fehérbot-rendeletet 1930 decemberében, Illinois-ban, Peoriában hozták meg, amely a vak gyalogosok védelmét szolgálta és a fehér botot hordozónak szabad utat biztosított.
A második világháborús veteránok rehabilitációs szakembere, Richard Edwin Hoover, a Valley Forge-i hadsereg kórházában továbbfejlesztette a hosszú botot. 1944-ben Hoover fogta a fehér botot (amely eredetileg fából készült), és egy hétig naponta bement vele a kórházba. Ez idő alatt kifejlesztette a „hosszú bot”-képzést, vagyis a Hoover-módszert. Azóta a  „könnyű, hosszú bottechnika atyjának” nevezik. Az alaptechnika az, hogy a lábujjat a test közepétől a lábak előtt oda-vissza fordítsuk. A botot a hátsó láb előtt kell letenni, mintegy a személy lépéseit megelőzve. Mielőtt más rehabilitátorokat vagy „orientátorokat” tanított volna, új technikáját egy különleges bizottsággal kellett elfogadtatnia, ami rendelkezett arról, hogy könnyű, hosszú fehér botok készüljenek az európai frontok veteránjai számára.
1964. október 6-án a HR 753-as kongresszus közös állásfoglalását aláíratták az Amerikai Egyesült Államok elnökével, hogy minden év október 15. napját a „fehér bot biztonsági napjának” hirdesse ki. Lyndon B. Johnson volt az első, aki ezt bejelentette.

## Fehér Bot Világnapja
A Fehér Bot Világnapját október 15-én tartják világszerte, a vak és gyengénlátó emberek társadalmi integrációjának, önálló közlekedésének és közlekedésbiztonságának előmozdítása céljából. Az esemény eredete az Amerikai Egyesült Államokhoz köthető, ahol 1964-ben Lyndon B. Johnson elnök nyilvánította hivatalos emléknappá a White Cane Safety Day-t. Azóta számos országban, köztük Magyarországon is megemlékeznek róla civil szervezetek, iskolák és önkormányzatok részvételével.
Magyarországon a nap kiemelt célja, hogy felhívja a figyelmet a fehér botot használó emberek jogaira, a közlekedésükhöz szükséges akadálymentes környezet kialakítására, valamint a látássérült személyek mindennapi életének támogatására. Az eseményhez kapcsolódóan rendszeresen szerveznek figyelemfelhívó sétákat, közlekedésbiztonsági bemutatókat és érzékenyítő programokat, gyakran az MVGYOSZ és más érdekképviseleti szervezetek közreműködésével.

### Helyesírási megjegyzés
A fehér bot kifejezés helyes írásmódja a Magyar helyesírás szabályai szerint két szó, mivel melléknévből és főnévből álló, jelentéstömörítő szószerkezet, amelynek tagjai önállóan is használatosak. A köznyelvben azonban gyakran előfordul az egybeírt forma (fehérbot), ami helytelen. A helyes alak tehát: fehér bot.

## A fehér botra vonatkozó jogszabályok

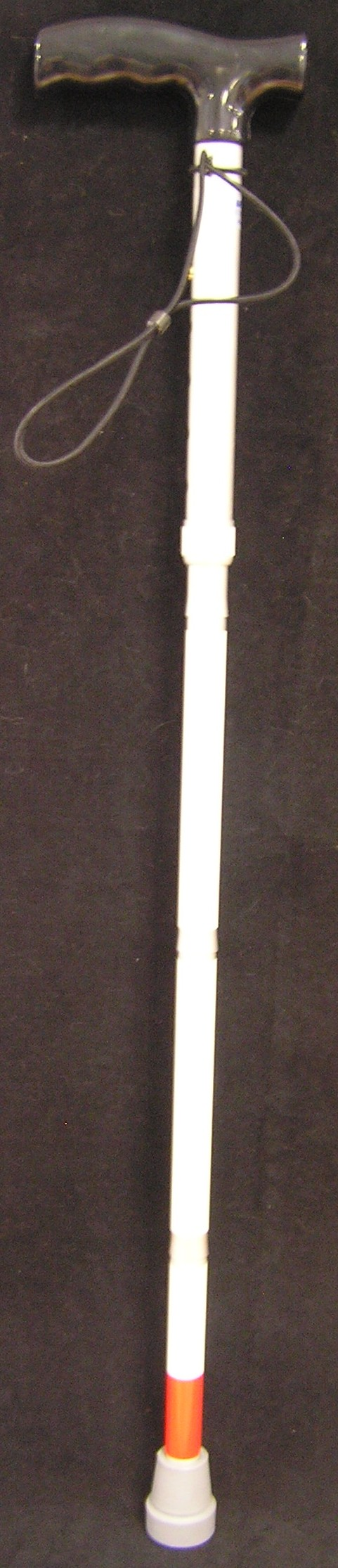
Összecsukható bot

### Összecsukható bot
Miközben a fehér bot általánosan elfogadott mint a „vakság jelképe”, a különböző országokban még mindig eltérő szabályok vonatkoznak arra, hogy mit tekintenek „vakbotnak”.
Az Egyesült Királyságban a fehér bot azt jelzi, hogy az egyén látássérült, de normális hallása van; piros sávok hozzáadásával pedig azt, hogy a felhasználó siketvak. Az Egyesült Államokban a törvények államonként változnak, de a fehér botot hordozó személyeknek az úton való áthaladásakor mindig elsőbbségük van. Joguk van arra, hogy a botjukat bármely nyilvános helyen is használhassák. Bizonyos esetekben törvénytelen, ha a nem-vak ember fehér botot használ, azzal a szándékkal, hogy szabad utat kapjon.
2002 novemberében Argentína olyan törvényt fogadott el, hogy a gyengénlátók zöld botot használhatnak: a nemzet „elfogadja a zöld bot használatát egész Argentínában a tájékozódás és a mobilitás eszközeként. Súlyuk, hosszúságuk, fogásuk és a fluoreszkáló gyűrűjük tekintetében olyanok, mint a vakok által használt fehér botok”.
Németországban a fehér botot hordozó embereket a Vertrauensgrundsatz (bizalmi elv) nem tartalmazza, így más közlekedési résztvevők nem hivatkozhatnak rájuk, hogy betartsák az összes közlekedési szabályt és gyakorlatot. Bár nincs általànos kötelezettség, hogy a vak vagy egyéb fogyatékossággal élő személy jelölje meg magát, a közlekedési balesetben anélkül részt vevő vak vagy látássérült személy felelősségre vonható a károkozásért, kivéve, ha bizonyítja, hogy a jelölés hiánya nem állt okozati vagy egyéb módon összefüggésben a balesettel.

### Gyermekbotok
Sok országban, köztük az Egyesült Királyságban, a fehér botot általában nem vezetik be a gyermek esetében. 7 és 10 év között a közelmúltban kezdték el bevezetni, amint a gyermek megtanulja, hogyan járjon a segítségével.
Joseph Cutter és Lilli Nielsen, a vak és fogyatékossággal élő gyermekek fejlődésének kutatói úttörőként kezdtek új kutatást a gyermekek mobilitásáról. Cutter Önálló mozgás és a vak gyerekek közlekedése című könyve azt javasolja, hogy a botot a lehető leghamarabb be kell vezetni, hogy a vak gyermek megtanulja használni, természetesen és szervesen mozogni vele, ugyanúgy, ahogy egy látó gyermek megtanul járni. A hosszabb bot, orr vagy az állmagasságig ajánlott, hogy kompenzálja a gyermek éretlenebb fogását, aki hajlamos arra, hogy a bot fogantyúját oldalról tartsa, ahelyett, hogy elölről fogná. Érett bottechnika nem várható el a gyermektől: a stílus és a technika akkor finomítható, amikor a gyermek idősebb lesz.

## Fordítás
Ez a szócikk részben vagy egészben  a   White cane című angol Wikipédia-szócikk ezen változatának fordításán alapul.  Az eredeti cikk szerkesztőit annak laptörténete sorolja fel. Ez a jelzés csupán a megfogalmazás eredetét és a szerzői jogokat jelzi, nem szolgál a cikkben szereplő információk forrásmegjelöléseként.